# Carla Díaz
Carla Díaz Mejía (Madrid; 19 de julio de 1998) es una actriz y bailarina española.

## Biografía
Desde pequeña se apuntó a la academia de baile de sus padres, donde a día de hoy toma clases de ballet, flamenco, bolera y regional. Pero no fue hasta los 9 años, cuando empezó su carrera interpretativa al apuntarse en la agencia de publicidad Delphoss. Enseguida fue seleccionada para varios anuncios de publicidad (como «La vuelta al cole en El Corte Inglés» o «Hugo, la bufanda solidaria»), hasta que en 2008 tuvo la oportunidad de participar en un episodio piloto, Oceanografic, dirigido por Salvador Calvo y seguidamente en sus primeros cortometrajes, Los planes de Cecilia, Hilos y Luna y en sus primeras apariciones episódicas en televisión en El internado, Águila Roja y Aída. Su gran oportunidad fue en 2010, cuando le ofrecieron rodar su primer papel fijo en la serie Punta Escarlata y poco después en Tierra de lobos como Rosa Lobo filmando sus tres temporadas en Telecinco.
En 2014 se incorpora a la serie Hermanos, emitida en Telecinco. Ese mismo año se incorpora a la serie, también de Telecinco, El Príncipe en la que interpreta a Nayat, una niña de 12 años de origen musulmán. En 2015 forma parte del elenco principal de Seis hermanas, para TVE 1; una serie diaria ambientada en 1913 que cuenta la historia de seis hermanas de clase alta que, tras la muerte de su padre, tienen que hacerse cargo de la fábrica textil de la familia. Compaginó el rodaje de dicha serie con Teresa, también de TVE 1, una película que cuenta la vida de Santa Teresa de Jesús y en la que Carla interpreta a un personaje actual que nos adentra en la historia.
En 2018 se incorpora a la sexta temporada de Amar es para siempre en Antena 3, interpretando a Belén Tuñón. En 2019 interpreta a Ana Montrell en la serie de Televisión Española La caza: Monteperdido, dando vida a una de las niñas desaparecidas del pueblo. En 2020 se incorpora a elenco principal de la serie Madres. Amor y vida, donde interpreta a Elsa, la hija en la ficción de Belén Rueda. La serie se emite en Amazon Prime Video y Telecinco y ha sido protagonizada por la actriz en tres temporadas. En 2021 se incorpora al elenco principal de la cuarta temporada de Élite, dando vida a Ari. La temporada se estrena el 18 de junio de 2021 a nivel mundial a través de Netflix.

## Filmografía

### Televisión
| Año         | Título                | Personaje                         |
| ----------- | --------------------- | --------------------------------- |
| 2009        | El internado          | Lucía de niña                     |
| 2010        | Aguila Roja           | Margarita de niña                 |
| 2010        | Aída                  | Camboria                          |
| 2010 - 2014 | Tierra de lobos       | Rosa Lobo                         |
| 2011        | Punta Escarlata       | Patricia Rozas                    |
| 2012        | Marco                 | Lala                              |
| 2012        | Carmina               | Carmina niña                      |
| 2014        | Hermanos              | Marta Rodríguez                   |
| 2014 - 2016 | El Príncipe           | Nayat Ben Barek                   |
| 2015 - 2017 | Seis hermanas         | Elisa Silva                       |
| 2018        | Traición              | Adriana Aguado                    |
| 2018        | Paquita Salas         | Camarera 8                        |
| 2018        | Amar es para siempre  | Ana Belén Tuñón de Guevara Robles |
| 2019        | La caza. Monteperdido | Ana Montrell Mur                  |
| 2020 - 2021 | Madres. Amor y vida   | Elsa Tadino Ballesteros           |
| 2021-2022   | Élite                 | Ariadna "Ari" Blanco Commerford   |

### Cine
| Año  | Título        | Personaje    |
| ---- | ------------- | ------------ |
| 2015 | Teresa        | Teresa       |
| 2022 | Mañana es hoy | Lucía Gaspar |